# Schlacht um Manila (1945)
Luzon

Mindoro – Lingayen  – Bataan – Manila – Corregidor
Visayas

Leyte – TE/WA – Panay – Simara – Negros – Cebu City
Mindanao

Bukidnon – Maguindanao/Cotabato – Davao
Operationen zur See

Convoy Hi-71 – Shin'yō Maru Vorfall – Formosa  – Golf von Leyte – Bucht von Ormoc – Convoy Hi-81 – Südchinesisches Meer – Taipeh  – Schlacht am 24. Juli 1945
Die Schlacht um Manila fand im Februar und März 1945 zwischen japanischen und US-amerikanischen und philippinischen Truppen um die philippinische Hauptstadt Manila statt. Manila war am 2. Januar 1942 von der Kaiserlich Japanischen Armee während der Schlacht um die Philippinen erobert worden. Im Zuge der Befreiung der Philippineninsel Luzon im Januar 1945 waren amerikanische Truppen der 6. US-Armee unter Generalleutnant Walter Krueger am 9. Januar 1945 im Golf von Lingayén auf Luzon amphibisch gelandet. Während die 270.000 Mann starke japanische 14. Regionalarmee unter dem Befehl von General Yamashita Tomoyuki sich nach Baguio und dem Norden der Insel zurückzog, blieben etwa 14.000 Marinesoldaten, die von Vizeadmiral Sanji Iwabuchi befehligt wurden, in Manila zurück. Sie wurden durch 6.000 Armeesoldaten sowie etwa 4.000 versprengte Soldaten, die ihre Einheit während des Kampfes verloren hatten, ergänzt. Am 2. Februar erreichte die 1. US-Kavalleriedivision die Stadt. Etwa 8.000 amerikanische Fallschirmjäger der 11. US-Luftlandedivision waren inzwischen in Nasugbu gelandet und marschierten schnell in Richtung Manila. Am 4. Februar kam ihr Vormarsch ins Stocken, da etwa 12.000 Japaner den Süden der Stadt verteidigten. Heftiger Beschuss durch MG und Artillerie hielt die US-Truppen etwa zwei Kilometer vor Manila, auf den Tagaytay-Hügeln, fest. Die Verluste waren sehr hoch, und die japanischen Soldaten griffen zwei Mal mit Artillerieunterstützung die Positionen der 11. Luftlandedivision an. Der Teil der 2. japanischen Panzerdivision, der die Stadt verteidigte, unterstützte den Angriff. Für die Amerikaner war es jedoch leicht, beide Banzai-Angriffe durch schweres Abwehrfeuer zu brechen. Etwa 800 japanische Soldaten wurden dabei getötet. Mehrere japanische Panzer griffen an und konnten, da die Luftlandetruppen keine Panzerabwehrwaffen besaßen, nicht zurückgeworfen werden. Nach heftigem Beschuss durch Maschinengewehre traten sie jedoch den Rückzug an. Am 6. Februar wurden sechs Panzerabwehrkanonen (PaK) eingeflogen, und kurz darauf zerstörten die GIs damit drei Panzer. Ein weiterer japanischer Angriff wurde in der Nacht durch massives Gegenfeuer gebrochen.
Die 1. US-Kavalleriedivision war am 3. Februar über die letzte intakte Brücke über den Pasig gekommen, da Admiral Iwabuchi seinen Männern befohlen hatte, alle Brücken zu zerstören. Auch hier schossen die Japaner aus mehreren MG-Nestern, einige Panzer hatten sich zwischen den Palmen am Rand der Straße in Position gebracht und eröffneten das Feuer. Etwa 38.000 GIs des XIV Corps unter General Oscar Griswold waren am 5. Februar in der Stadt, die inzwischen von B-29 Superfortress-Bombern und P-51 Mustang bombardiert wurde. Durch heftigen Artilleriebeschuss wurden mehrere japanische Stellungen zerstört. Am 7. Februar fingen die GIs an, sich langsam Richtung Zentrum zu bewegen. Die Gegenwehr war immer noch stark und General Griswold befahl am 11. Februar den Häuserkampf. Bereits am 12. Februar waren alle Kommunikationsmöglichkeiten der Verteidiger unterbrochen.
So wurde Viertel um Viertel erobert und die japanischen Soldaten immer weiter Richtung Zentrum gedrängt. Handgranaten und Gewehrfeuer verursachten die meisten Verluste. Dabei wurde die Innenstadt Manilas schwer zerstört. Am 19. Februar waren es vermutlich nur noch etwa 2.000 Mann, die gegen die GIs kämpften. Am 2. März beging Vizeadmiral Sanji Iwabuchi in seinem Gefechtsstand Suizid, wahrscheinlich indem er sich mit einer Handgranate in die Luft sprengte.
Am 4. März erklärte Griswold die Stadt für befreit. Während der Kämpfe kamen neben 32.000 Japanern und etwa 1700 Amerikanern auch geschätzte 100.000 Einwohner der Stadt ums Leben, zum Großteil durch Massaker der japanischen Truppen (→ Massaker von Manila). Die ummauerte Innenstadt Intramuros wurde nahezu vollständig zerstört. Ein Gedenkmonument an die Schlacht und an die zivilen Opfer des Massakers wurde 1995 errichtet.